# Arnoltice

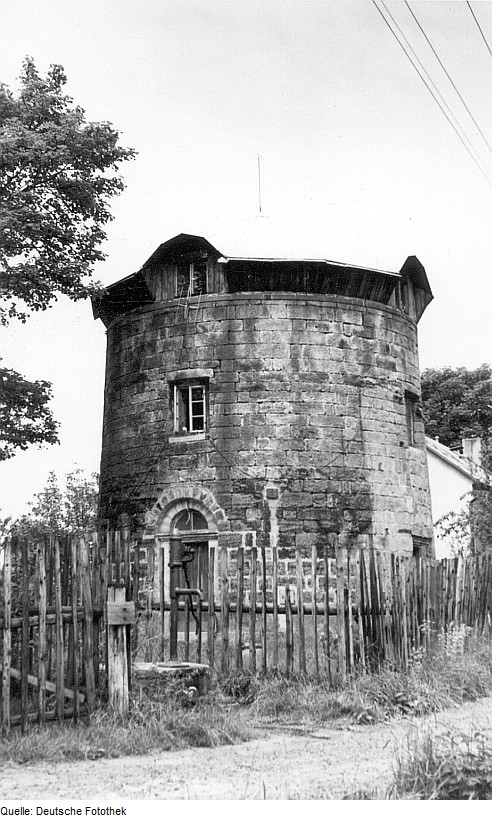
Turmholländermühle (1977)

Arnoltice (deutsch Arnsdorf) ist eine Gemeinde im Ústecký kraj in Tschechien. Sie liegt acht Kilometer nordöstlich von Děčín und gehört den Okres Děčín an.

## Geographie

### Geographische Lage
Das Dorf befindet sich in 343 m ü. M. auf einer Hochebene, die auch als Zappenland bezeichnet wird, in der Böhmischen Schweiz am Oberlauf des Dürrkamnitzbaches (Suchá Kamenice).

### Nachbarorte
| Labská Stráň (Elbleiten) |                                             | Růžová (Rosendorf) |
|                          | Kompassrose, die auf Nachbargemeinden zeigt | Růžová (Rosendorf) |
| Ludvíkovice (Loosdorf)   | Bynovec (Binsdorf)                          |                    |

## Geschichte

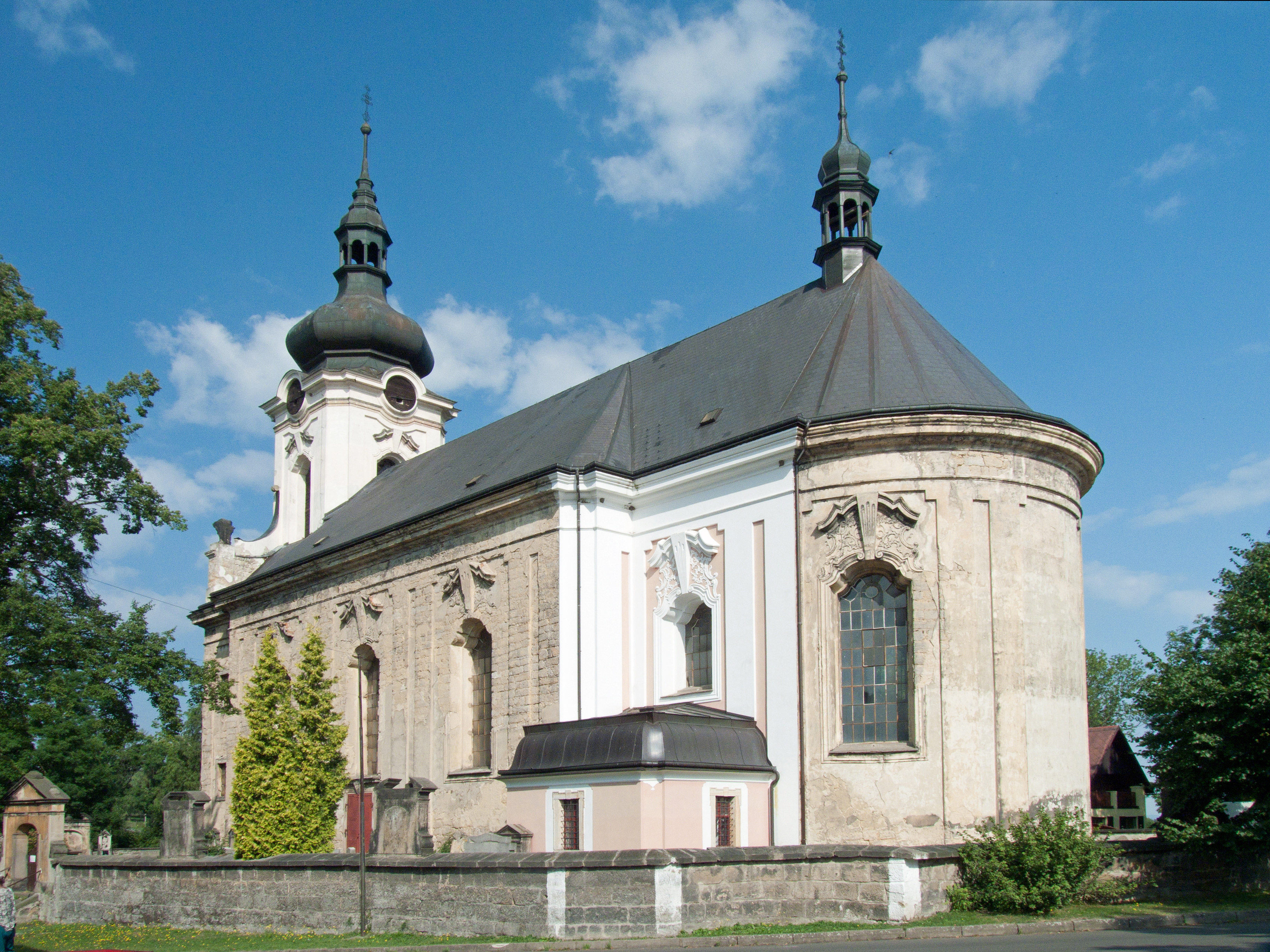
Kirche Mariä Himmelfahrt in Arnoltice

Arnsdorf wurde 1352 erstmals urkundlich erwähnt.
Der Ort lebt vornehmlich vom Fremdenverkehr und besitzt am Dorfanger für die Gegend typische Block- und Fachwerkhäuser. Nördlich des Dorfes steht eine ehemalige Windmühle.
Im Wald westlich von Arnoltice unweit der Belvedere-Allee befindet sich das 1776 errichtete Sühnekreuz für den Arnsdorfer Einwohner Matthäus Gaudernack.
Durch das Tal der Suché Kamenice entlang der Arnoltické stěny (Arnsdorfer Wände) führt ein Wanderweg ins Elbtal oberhalb von Hřensko.

## Ortsteile
- Arnoltice

## Bevölkerungsentwicklung
| Jahr      | 1869 | 1880 | 1890 | 1900 | 1910 | 1921 | 1930 | 1950 | 1961 | 1970 | 1980 | 1991 | 2001 | 2011 | 2021 |
| --------- | ---- | ---- | ---- | ---- | ---- | ---- | ---- | ---- | ---- | ---- | ---- | ---- | ---- | ---- | ---- |
| Einwohner | 835  | 867  | 822  | 779  | 762  | 686  | 716  | 308  | 340  | 307  | 259  | 261  | 285  | 371  | 390  |

## Kultur und Sehenswürdigkeiten
Die spätbarocke Kirche Mariä Himmelfahrt wurde 1757/58 nach Plänen des Baumeisters Johann Wenzel Kosch errichtet. Nach einem Brand am 1. November 1906 wurde das Bauwerk 1959 wiederhergestellt.
Die Mariensäule wurde im 18. Jahrhundert geschaffen.
Die Windmühle wurde zu einem Wohnhaus umgebaut.

## In Arnoltice geborene Persönlichkeiten
- Fritz Wondrejz (1911–1970), Glasgestalter